# رولان توپور
رولان توپور (به فرانسوی: Roland Topor) (زاده ۱۹۳۸– درگذشته ۱۹۹۷) تصویرگر، نقاش، کاریکاتوریست و نویسنده فرانسوی بود.

## زندگی
رولان توپور در ۷ ژانویه ۱۹۳۸ به دنیا آمد. پدر و مادرش لهستانی بودند. پدرش نقاش بود و او نیز خود نخست به نقاشی روی آورد. در دانشکدهٔ هنرهای زیبای پاریس درس خواند و در بیست سالگی نخستین طرحش در مجله‌ای منتشر شد و او به زودی به عنوان کاریکاتوریستی متفاوت و جسور شناخته شد. او در ۱۶ آوریل ۱۹۹۷ در ۵۹ سالگی پس از چند روز بیهوشی درگذشت.
رومن پولانسکی در ۱۹۷۶ فیلم مستاجر را بر اساس رمانی به همین نام، که توپور در ۱۹۶۶ نوشته بود، ساخت. او همچنین در سال ۱۹۷۹ در فیلم راتاتاپلان بازی کرد.

## آثار

- ۱۹۶۶ - مستاجر

### در زبان فارسی
- سیرکردن شکم گرسنه شمارهٔ ۲۹ ماهنامهٔ هفت.
- مستاجر، ترجمه کورش سلیم زاده، نشر چشمه